# Zaoziorsk
Zaoziorsk (en russe : Заозёрск), est une ville fermée de l'oblast de Mourmansk, en Russie. Sa population s'élevait à 9 656 habitants en 2019.

## Géographie
Zaoziorsk est située au nord de la péninsule de Kola, à 54 km — 150 km par la route — au nord-nord-ouest de Mourmansk.

## Histoire
Fondée en 1958, Zaoziorsk est devenue une base de sous-marins de l'Union soviétique. La ville a été connue sous les noms de code Severomorsk-7 puis Mourmansk-150 à l'époque soviétique. La plupart des habitants travaillent dans les forces armées russes, principalement dans la base navale de Bolchaïa Lopatka, la principale base de la Flotte du Nord.

## Population
Recensements (*) ou estimations de la population
| 2002*  | 2010*  | 2012   | 2013   | 2014  |
| ------ | ------ | ------ | ------ | ----- |
| 12 687 | 11 199 | 10 767 | 10 375 | 9 860 |

| 2015  | 2016  | 2017  | 2018  | 2019  |
| ----- | ----- | ----- | ----- | ----- |
| 9 864 | 9 872 | 1 019 | 9 915 | 9 656 |